# Schism (Arrow)
Schism es el vigésimo tercer episodio y final de la cuarta temporada y nonagésimo segundo episodio a lo largo de la serie de televisión estadounidense de drama y ciencia ficción Arrow. El episodio fue escrito por Wendy Mericle y Marc Guggenheim basados en la historia de Greg Berlanti y dirigido por John Behring. Fue estrenado el 25 de mayo de 2016 en Estados Unidos por la cadena The CW.
Felicity descubre que Darhk ha robado su computadora con los códigos de Rubicón; Oliver debe inspirar a los habitantes de la ciudad sin ser Flecha Verde. Por otra parte, Damien comienza la secuencia para un bombardeo nuclear y el equipo cuenta con dos horas para detener el inminente ataque. Cargado con la magia de luz de la población de Star City, Oliver es capaz de detener a Darhk de una vez por todas. Finalmente, el equipo toma caminos separados y Oliver toma posesión como alcalde de la ciudad.

## Elenco
- Stephen Amell como Oliver Queen/Flecha Verde.
- Katie Cassidy como Laurel Lance  (crédito solamente).
- David Ramsey como John Diggle/Spartan.
- Willa Holland como Thea Queen/Speedy.
- Emily Bett Rickards como Felicity Smoak/Overwatch.
- John Barrowman como Malcolm Merlyn/Arquero Oscuro.
- Paul Blackthorne como el capitán Quentin Lance.

## Continuidad
- Este episodio es el final de la cuarta temporada de la serie.
- Amanda Waller fue vista anteriormente en A.W.O.L..

- Amanda Waller fue asesinada en dicho episodio.

- Damien ataca a Donna como distracción para robar la computadora de Felicity que contiene los códigos de Rubicón.
- Oliver urge al población a estar unidos y enfrentarse a Darhk.
- Darhk le dice a Oliver que no lo cree capaz de asesinarlo, ya que perdonó la vida de Slade Wilson, quien asesinó a su madre.

- Slade asesinó a Moira Queen en Seeing Red.
- Oliver se enfrentó a Slade Wilson en Unthinkable y tras derrotarlo lo encerró en una prisión subterránea en Lian Yu.

- Diggle le confiesa a Lyla cómo asesinó a Andy.
- Oliver asesina a Damien Darhk ya que sabe que si no lo hace, asesinará a miles de personas.
- Diggle se reenlista en el ejército.
- Thea deja la ciudad.
- Thomas Kemp llama a Oliver para ofrecerle el cargo de alcalde interino tras la muerte de Ruvé Adams.

- Thomas le dice a Oliver que debido a que cuando abandonó la carrera tenía el 48% de los votantes era innecesaria una elección.
- Ruvé Adams muere en Lost in the Flood debido a la destrucción de Tevat Noah y tras ser herida gravemente por Anarquía.

- Oliver toma protesta como nuevo alcalde de Star City.
- En los flashbacks, Oliver asesina a Taiana y le dice a Amanda Waller que tiene una promesa qué cumplir antes de regresar a casa.
- Damien Darhk y Cooper Seldon mueren en este episodio.

- El episodio también muestra las muertes de Taiana y Reiter, vía flashback.

- En el último flashback se muestra a Mina Fayad infiltrada entre los agentes de A.R.G.U.S. Se infiere que transfiere el ídolo a H.I.V.E. para eventualmente terminar en manos de Damien Darhk.
- Este es el último episodio en el Echo Kellum (Curtis Holt) es acreditado como estrella invitada.

- Kellum fue ascendido al elenco principal de la serie a partir de la quinta temporada.

- Este también es el último episodio en el que Katie Cassidy es acreditada como miembro del elenco principal.

- Laurel Lance fue asesinada por Damien Darhk en Eleven-Fifty-Nine.

## Desarrollo

### Producción
La producción de este episodio se llevó a cabo del 30 de marzo al 4 de abril de 2016.

### Filmación
El episodio fue filmado del 8 al 19 de abril de 2016.